# Burt Mustin
Burton Hill Mustin (Pittsburgh, Pennsylvania, 8 februari 1884 - Glendale, Californië, 28 januari 1977) was een Amerikaans acteur, die net als de Engelse acteur Harold Bennett pas op late leeftijd begon met acteren. In Nederland vergaarde Mustin enige bekendheid als de oude Justin Quigley in All in the Family.

## Filmografie
- Disneyland televisieserie - Rol onbekend (Afl., Herbie Rides Again: Part 1 & 2, 1981)
- Disneyland televisieserie - First Bailiff (Afl., Son of Flubber, 1980)
- Disneyland televisieserie - Regent Appleby (Afl., The Strongest Man in the World, 1977)
- Baker's Hawk (1976) - General
- Phyllis televisieserie - Arthur Lanson (Afl., Mother Dexter's Wedding, 1976)
- Arthur Hailey's the Moneychangers (Mini-serie, 1976) - Jack Henderson
- All in the Family televisieserie - Justin Quigley (4 afl., 1973, 1974, 1975, 1976)
- All in the Family televisieserie - Harry Feeney (Afl., Archie Is Worried About His Job, 1971)
- Train Ride to Hollywood (1975) - George
- Mobile Two (televisiefilm, 1975) - Wally
- Emergency! televisieserie - Grandpa (Afl., 905-Wild, 1975)
- Emergency! televisieserie - Old man with burning chair (Afl., Smoke Eater, 1975)
- The Strongest Man in the World (1975) - Regent Appleby
- Rhoda televisieserie - Sleeping man (Afl., The Honeymoon, 1974)
- Big Rose: Double Trouble (televisiefilm, 1974) - Rol onbekend
- Adam-12 televisieserie - Jud Peterson (Afl., Clinic on 18th St., 1974)
- Mame (1974) - Uncle Jeff
- Herbie Rides Again (1974) - Rol onbekend
- Miracle on 34th Street (televisiefilm, 1973) - Roy
- The Streets of San Francisco televisieserie - Rol onbekend (Afl., Winterkill, 1973)
- Adam-12 televisieserie - Fred Tiller (Afl., Clear with a Civilian: Part 2, 1973)
- Love, American Style televisieserie - Rol onbekend (Afl., Love and the Parent's Sake, 1973)
- Here's Lucy televisieserie - Juror (Afl., Lucy and Joan Rivers Do Jury Duty, 1973)
- Sanford and Son televisieserie - Mr. Malloy (Afl., Home Sweet Home for the Aged, 1973)
- Temperatures Rising televisieserie - Mr. Peabody (Afl., Panic in the Sheets, 1973)
- The Brady Bunch televisieserie - Jethroe Collins (Afl., Bobby's Hero, 1973)
- Now You See Him, Now You Don't (1972) - Mr. Reed (Niet op aftiteling)
- Adam-12 televisieserie - Mr. Reardon (Afl., The Chaser, 1972)
- Love, American Style televisieserie - Rol onbekend (Afl., Love and the Return of Raymond, 1972)
- Skin Game (1971) - Liveryman in Fair Shake (Niet op aftiteling)
- The Funny Side televisieserie - Elderly Husband (1971)
- Alias Smith and Jones televisieserie - Jeweler (Afl., Never Trust an Honest Man, 1971)
- O'Hara, U.S. Treasury (televisiefilm, 1971) - Len Clancy
- Mayberry R.F.D. televisieserie - Benson (Afl., Goober, the Hero, 1971)
- Bewitched televisieserie - Guru (Afl., The Return of Darrin the Bold, 1971)
- Adam-12 televisieserie - Charles Jenkins (Afl., Log 76: The Militants, 1971)
- Mary Tyler Moore televisieserie - Old Man (Afl., Second Story Story, 1971)
- Adam-12 televisieserie - Mr. Ward (Afl., Log 134: Child Stealer, 1970)
- The Over-the-Hill Gang Rides Again (televisiefilm, 1970) - Best Man
- Nanny and the Professor televisieserie - Havermeyer (Afl., The Great Broadcast of 1936, 1970)
- The Good Guys televisieserie - Kiley (Afl., A Chimp Named Sam, 1969)
- Hail, Hero! (1969) - Rol onbekend
- The Over-the-Hill Gang (televisiefilm, 1969) - Old man
- The Great Bank Robbery (1969) - Glazier (Niet op aftiteling)
- The Witchmaker (1969) - Boatman
- Dragnet 1967 televisieserie - Calvin Lampe (Afl., Homicide - DR-22, 1969)
- A Time for Dying (1969) - Ed
- Gunsmoke televisieserie - Uncle Finney (Afl., Uncle Finney, 1968)
- The Shakiest Gun in the West (1968) - Old Artimus (Niet op aftiteling)
- Speedway (1968) - Janitor at Coffee Shop (Niet op aftiteling)
- Petticoat Junction televisieserie - Grandpa Jenson (3 afl., 1968)
- Cimarron Strip televisieserie - Old Man Peters (Afl., Big Jessie, 1968)
- The Virginian televisieserie - Pops (Afl., The Gentle Tamers, 1968)
- Gomer Pyle, U.S.M.C. televisieserie - Old Man Ferguson (Afl., Gomer Goes Home, 1968)
- Tiger by the Tail (1968) - Tom Dugger
- The Monkees televisieserie - William the Butler (Afl., The Christmas Show, 1967)
- The Monkees televisieserie - Kimba of the Jungle (Afl., Monkees Marooned, 1967)
- CBS Playhouse televisieserie - Cullum (Afl., Do Not Go Gentle Into That Good Night, 1967, niet op aftiteling)
- Cimarron Strip televisieserie - Mr. Ruckles (Afl., The Deputy, 1967)
- Dragnet 1967 televisieserie - Willy Smith (Afl., The Senior Citizen, 1967)
- Dragnet 1967 televisieserie - Fred Gregory (Afl., The Bank Examiner Swindle, 1967)
- Bewitched televisieserie - Mailman (Afl., Toys in Babeland, 1967)
- The Reluctant Astronaut (1967) - Ned (Niet op aftiteling)
- The Adventures of Bullwhip Griffin (1967) - Old man with rope
- The Lucy Show televisieserie - Old Uncle Joe (2 afl., 1967)
- The Girl from U.N.C.L.E. televisieserie - Jan Streich (Afl., The Moulin Ruse Affair, 1967)
- Bonanza televisieserie - Old Man (Afl., A Real Nice, Friendly Little Town, 1966)
- Bewitched televisieserie - Old Man (Afl., I'd Rather Twitch Than Fight, 1966)
- Pistols 'n' Petticoats televisieserie - Oldtimer (Afl., Cards Anyone, 1966)
- Batman televisieserie - Old MacDonald (Afl., The Yegg Foes in Gotham, 1966)
- The Andy Griffith Show televisieserie - Verschillende rollen (12 afl., 1961-1966)
- My Three Sons televisieserie - Elderly Man (Afl., Fly Away Home, 1966)
- Run Buddy Run televisieserie - Rol onbekend (Afl., Steam Bath & Chicken Little, 1966)
- Summer Fun televisieserie - Flint (Afl., Pirates of Flounder Bay, 1966)
- Get Smart televisieserie - Agent #8 (Afl., Dear Diary, 1966)
- The Ghost and Mr. Chicken (1966) - Mr. Dellagondo (Old Man Boarder at Mrs. Miller's) Niet op aftiteling
- Run for Your Life televisieserie - Drunken church-goer (Afl., Strangers at the Door, 1966)
- Ben Casey televisieserie - Rol onbekend (Afl., You Wanna Know What Really Goes on in a Hospital?, 1965)
- Bonanza televisieserie - Jake Smith (Afl., The Meredith Smith, 1965)
- The Virginian televisieserie - Jebb Finney (Afl., Farewell to Honesty, 1965)
- Hank televisieserie - Pete (Afl., Candidate, 1965)
- The Cincinnati Kid (1965) - Old man in pool hall (Niet op aftiteling)
- Cat Ballou (1965) - Accuser
- The Beverly Hillbillies televisieserie - Humphrey - Chauffeur (2 afl., 1964, 1965)
- The Jack Benny Program televisieserie - Ed (2 afl., 1964, 1965)
- The Fugitive televisieserie - Charley (Afl., Nicest Fella You'd Ever Want to Meet, 1965)
- Mickey televisieserie - Carruthers (Afl., Be My Guest, 1965)
- The Further Adventures of Gallegher televisieserie - Pop the Stage Door Guard (Afl., A Case of Murder, 1965)
- Disneyland televisieserie - Pop the Stage door Guard (Afl., The Further Adventures of Gallegher: A Case of Murder, 1965)
- Sex and the Single Girl (1964) - Harvey (Niet op aftiteling)
- Dr. Kildare televisieserie - Dibbedee (Afl., The Last Leaves on the Tree, 1964)
- Dr. Kildare televisieserie - Mr. Franklin (Afl., Why Won't Anybody Listen?, 1964)
- The Killers (1964) - Elderly Man
- What a Way to Go! (1964) - Crawleyville Lawyer (Niet op aftiteling)
- Destry televisieserie - Reverend Mr. Simpson (Afl., Blood Brother-in-Law, 1964)
- The Outer Limits televisieserie - Dr. Ames (Afl., The Guests, 1964)
- The Judy Garland Show televisieserie - The Butler (Episode 1.18, 1964)
- The Misadventures of Merlin Jones (1964) - Bailiff
- Wagon Train televisieserie - Max (Afl., The Jed Whitmore Story, 1964)
- The Alfred Hitchcock Hour televisieserie - Mr. Bell (Afl., Nothing Ever Happens in Linvale, 1963)
- The Alfred Hitchcock Hour televisieserie - Jury Foreman (Afl., The Star Juror, 1963)
- Twilight of Honor (1963) - Court Clerk (Niet op aftiteling)
- Bonanza televisieserie - Mashburn (Afl., The Saga of Whizzer McGee, 1963)
- The Dick Van Dyke Show televisieserie - Mr. Parker (Afl., Very Old Shoes, Very Old Rice, 1963)
- The Thrill of It All (1963) - The Fraleigh Butler
- Son of Flubber (1963) - First Bailiff
- Hemingway's Adventures of a Young Man (1962) - Old soldier (Niet op aftiteling)
- Ben Casey televisieserie - Rol onbekend (Afl., A Story to Be Softly Told, 1962)
- All Fall Down (1962) - Second Tramp (Niet op aftiteling)
- Leave It to Beaver televisieserie - Gus the Fireman (16 afl., 1957-1962)
- The Twilight Zone televisieserie - Carlson (Afl., Kick the Can, 1962)
- 77 Sunset Strip televisieserie - Kibitzer (Afl., Mr. Bailey's Honeymoon, 1962)
- Bus Stop televisieserie - Creepy (Afl., The Man from Bootstrap, 1961)
- Thriller televisieserie - Redcap (Afl., A Third for Pinochle, 1961)
- Ichabod and Me televisieserie - Olaf (Afl. onbekend, 1961)
- Bonanza televisieserie - Burt Lucas (Afl., The Many Faces of Gideon Flinch, 1961)
- Snow White and the Three Stooges (1961) - Farmer (Niet op aftiteling)
- Alfred Hitchcock Presents televisieserie - Old man playing darts (Afl., The Landlady, 1961)
- Surfside 6 televisieserie - Student (Afl., The Clown, 1960)
- The Texan televisieserie - Rol onbekend (Afl., 24 Hours to Live, 1960)
- The Twilight Zone televisieserie -Old Man (Afl., The Night of the Meek, 1960)
- The Adventures of Huckleberry Finn (1960) - The Farmer with shotgun (Niet op aftiteling)
- The Dennis O'Keefe Show televisieserie - Grandpa Clayhipple (Afl., June Thursday, 1960)
- General Electric Theater televisieserie - Wilson (Afl., Aftermath, 1960)
- Home from the Hill (1960) - Gas station attendant
- Mr. Lucky televisieserie - Uncle Billy (Afl., The Leadville Kid Gang, 1960)
- Peter Gunn televisieserie - Cab Driver (Afl., The Rifle, 1959)
- The FBI Story (1959) - 'Uncle Fudd' (Niet op aftiteling)
- Tombstone Territory televisieserie - Lucky Oliver (Afl., The Black Diamond, 1959)
- Rally 'Round the Flag, Boys! (1958) - Town Meeting Chairman (Niet op aftiteling)
- Maverick televisieserie - Henry (Afl., The Day They Hanged Bret Maverick, 1958)
- Date with the Angels televisieserie - Mr. Finley (4 afl., 1957-1958)
- Raintree County (1957) - Old gent with 'Flash' (Niet op aftiteling)
- Jane Wyman Presents The Fireside Theatre televisieserie - Mr. Tate (Afl., Married to a Stranger, 1957)
- State Trooper televisieserie - John Daka (Afl., Room Service for 321, 1957)
- Crusader televisieserie - Gorman (Afl., The Girl Across the Hall, 1956)
- Jane Wyman Presents The Fireside Theatre televisieserie - Jack Ruggles (Afl., Kristi, 1956)
- Science Fiction Theater televisieserie - Mr. Stevenson (Afl., Brain Unlimited, 1956)
- These Wilder Years (1956) - Old Man (Niet op aftiteling)
- Storm Center (1956) - Carl
- Edge of Hell (1956) - Mr. Morrison
- Great Day in the Morning (1956) - Doctor (Niet op aftiteling)
- Man with the Gun (1955) - Hotel desk clerk (Niet op aftiteling)
- Tales of the Texas Rangers televisieserie - Ned Watkins (Afl., Home in San Antone, 1955)
- The Return of Jack Slade (1955) - Gunsmith (Niet op aftiteling)
- The Desperate Hours (1955) - Carl (night watchman with the letter) Niet op aftiteling
- The Adventures of Rin Tin Tin televisieserie - Jameson Penrose (Afl., The Legacy of Sean O'Hara, 1955)
- Fireside Theatre televisieserie - Caretaker (Afl., No Place to Live, 1955)
- Our Miss Brooks televisieserie - Rol onbekend (Afl., Safari O'Toole, 1955)
- The Lone Ranger televisieserie - Stage Driver (Afl., Heritage of Treason, 1955)
- Treasury Men in Action televisieserie - Mr. Summers (Afl., The Case of the Broken Bond, 1954)
- Cattle Queen of Montana (1954) - Dan
- Father Knows Best televisieserie - Old Eddie Gilbert (Afl., Grandpa Jim's Rejuvenation, 1954)
- Dragnet televisieserie - Rol onbekend (Afl., The Big Gangster: Part 2, 1954)
- Silver Lode (1954) - Spectator at oration (Niet op aftiteling)
- Cavalcade of America televisieserie - Rol onbekend (Afl., Spindletop: Texas' First Oil Gushers, 1954)
- Executive Suite (1954) - Sam Teal (Niet op aftiteling)
- Witness to Murder (1954) - Building Night Watchman at End (Niet op aftiteling)
- She Couldn't Say No (1954) - Amos (Niet op aftiteling)
- The Public Defender televisieserie - Otis (Afl., Fire Bell, 1954)
- The Public Defender televisieserie - Pop (Afl., The Clown, 1954)
- Letter to Loretta televisieserie - Grandpa (Afl., The One That Got Away, 1953)
- A Lion Is in the Streets (1953) - Smith (Niet op aftiteling)
- The Moonlighter (1953) - Turnkey (Niet op aftiteling)
- Vicki (1953) - Bellboy (Niet op aftiteling)
- Half a Hero (1953) - Granddad Radwell (Niet op aftiteling)
- One Girl's Confession (1953) - Gardener
- The Silver Whip (1953) - Uncle Ben
- The Stu Erwin Show televisieserie - Rol onbekend (Afl., Family Tree, 1953)
- The Lusty Men Jeremiah Watrus
- Just Across the Street (1952) - Pop's Friend
- The Sellout (1952) - Elk M. Ludens
- Talk About a Stranger (1952) - Mr. Nicely the Jewler (Niet op aftiteling)
- Detective Story (1951) - Willie (janitor) Niet op aftiteling
- The Adventures of Kit Carson televisieserie - Dave Lowery (Afl., Fury at Red Gulch, 1951)
- The Last Outpost (1951) - Marshal (Niet op aftiteling)

- International Standard Name Identifier: 0000 0000 3861 4498
- Library of Congress Control Number: n88100708
- Virtual International Authority File: 48315053
- WorldCat: E39PBJmDfghfCRytjcMHprxFKd